# El Eno
El Eno ist eine Ortschaft und eine Parroquia rural („ländliches Kirchspiel“) im Kanton Lago Agrio der ecuadorianischen Provinz Sucumbíos. Die Parroquia besitzt eine Fläche von 437,14 km². Die Einwohnerzahl lag beim Zensus im Jahr 2010 bei 6636. Für das Jahr 2020 wurde eine Einwohnerzahl von 8650 prognostiziert.

## Lage
Die Parroquia El Eno liegt im Amazonastiefland südlich der Provinzhauptstadt Nueva Loja. Das Gebiet hat eine Längsausdehnung in WSW-ONO-Richtung von 47 km. Im äußersten Nordosten reicht das Verwaltungsgebiet bis zum Río Aguarico. Der Río Eno, ein rechter Nebenfluss des Río Aguarico, begrenzt das Areal im Südwesten. Der Río Eno durchquert im Anschluss die Parroquia in östlicher Richtung. Der etwa 300 m hoch gelegene Hauptort El Eno befindet sich am Südufer des Río Eno an der Fernstraße E45A (Puerto Francisco de Orellana–Nuevo Loja) 16,5 km südlich der Provinzhauptstadt Nueva Loja.
Die Parroquia El Eno grenzt im Norden an die Parroquias El Dorado de Cascales, Santa Cecilia und Nuevo Loja, im Osten an die Parroquia Dureno, im Südosten an die Parroquias Siete de Julio und San Pedro de los Cofanes (beide im Kanton Shushufindi) sowie im Südwesten an die Provinz Orellana mit den Parroquias Rumipamba und San Sebastián del Coca (beide im Kanton La Joya de los Sachas).

## Orte und Siedlungen
In der Parroquia gibt es neben dem Hauptort (cabecera parroquial) folgende Comunidades: 20 de Septiembre, 28 de Julio, Aksir, Alto Eno, Amazonas, Atenas, Aucayacu, Azuay, Conambo, El Cisne, Eloy Alfaro, Flor de Mayo, Fugones, Guanta 8, Jaime Roldos, La Delicias, La Lojanita, La Reforma, Llurimagua, Madre Selva, Mushullacta, Naranjito Dulce, Nueva Juventud, Nuevo Paraíso, Piedra Dura, Río Pusino, San Bartolo, San Gregorio, San José, San José de Poro Ron, San Luis, San Pablo, Santa Rosa, Sinchi Urku, Tangay, Tierras y Libertad, Triunfo 1, Triunfo 2, Tuncay 1, Tuncay 2, Unión Santo Domingo, Virgen de Baños, Yanayacu, Yanzatza und Yuraksisa.

## Geschichte
Die Gründung der Parroquia El Eno wurde am 28. Oktober 1991 im Registro Oficial N° 799 bekannt gemacht und damit wirksam.